# 北京市第二十二中学

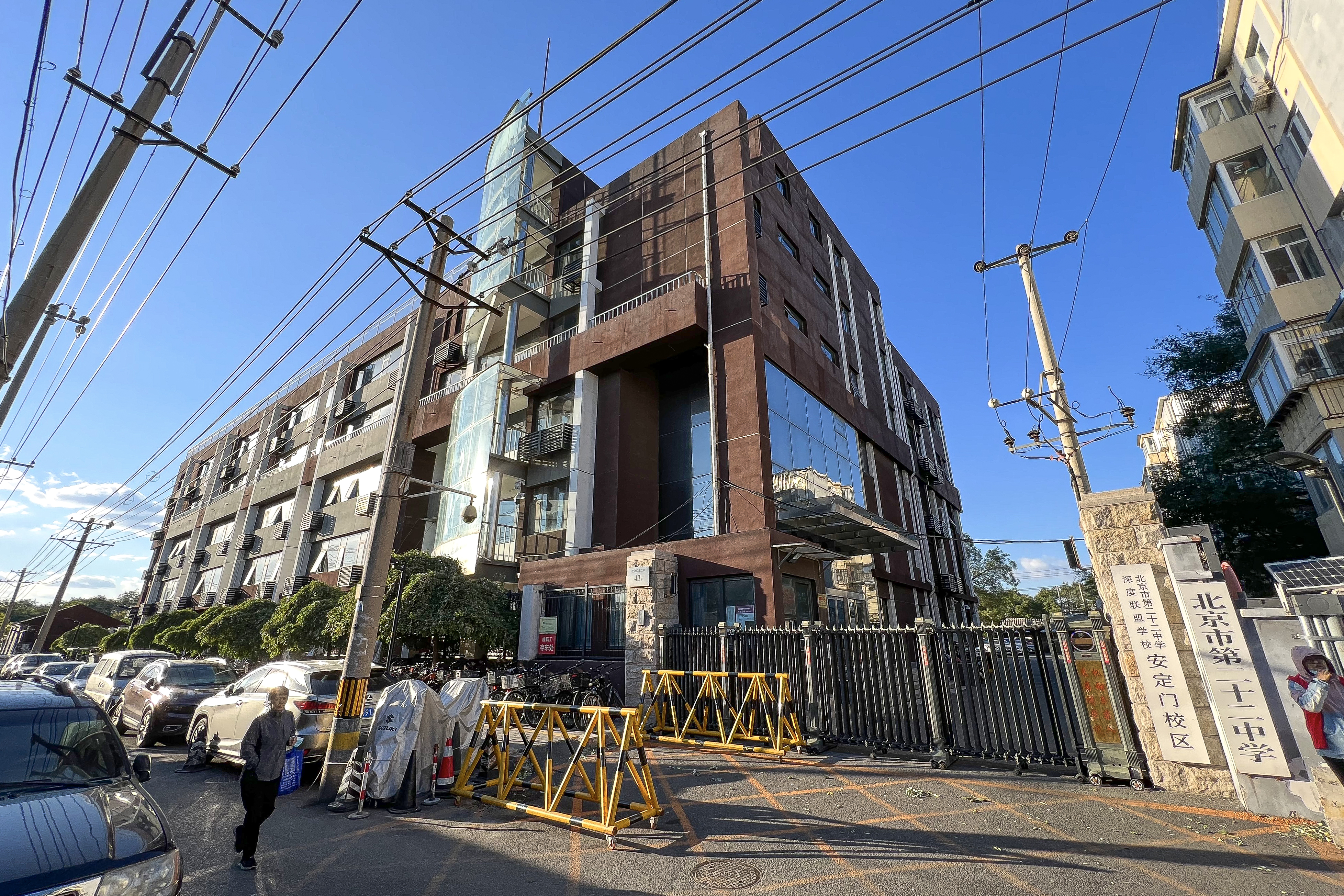
二十二中安定门校区

北京市第二十二中学是北京市东城区的中学，前身为成立于1924年的北京市私立大中公学，校址原在骑河楼蒙福禄馆，首任校长为蔡元培，董事长李石曾。
1949年9月更名为北京市私立育德中学。1952年9月更名为北京市第二十二中学，现在校址位于交道口东大街，分校位于鼓楼东大街草场胡同（1994年7月）和交道口北二条（2004年9月）。
2015年9月起，二十二中与位于交道口北三条的二十一中建立深度联盟。

## 相关链接
- 北京市第二十二中学